# Fräulein Lausbub
Fräulein Lausbub ist ein 1929 produziertes deutsches Stummfilmlustspiel mit Dina Gralla in der Titelrolle.

## Handlung
Energiebündel Daisy Baroness Eggloffsburg ist ein verwöhnter und recht lebhafter, fröhlicher Wildfang, der immer zu Streichen aufgelegt ist. Als Mitglied der Oberschicht gilt ihr ganzes Interesse dem Pferdereitsport. Sie ist unter den Nachwuchsjockeys aufgewachsen, und demzufolge ist sie quasi auf dem Turf zuhause. Ihr Onkel Egon, ein gestrenger Herr alten Schlages, findet, dass es genug sein muss mit den Tollereien und Schnapsideen – mal bespritzt sie die Leute mit dem Wasserschlauch, mal sperrt sie zwei Pferde, die sich nicht vertragen, in eine Box, dann wiederum schießt sie mit Bonbons auf Gäste oder wirft Goldfische in die Bowle.
Ein Mann muss her, der ihr die Leviten liest und Daisy zähmt. Der dafür engagierte junge Sportsmann Harry Spring soll ebenso das Mädchen wie auch den verlotterten Gutshof des Rennstallbesitzers Baron Eggloffsburg auf Zack bringen. Dem adeligen Töchterchen sollen endlich die Flausen ausgetrieben werden! Doch Daisy gibt sich nicht so schnell geschlagen und beginnt nun den jungen Galan mit den ihr allzu vertrauten Schabernack-Methoden ordentlich zu triezen. Es kommt wie es kommen muss: Was sich neckt, das liebt sich, und dem jungen Harry gelingt es schließlich, Fräulein Lausbub zu zähmen und zum Altar zu führen.

## Produktionsnotizen
Der Film entstand im Juni und Juli 1929 in den Berliner Filmstudios von Staaken, passierte die Filmzensur am 27. November 1929 und erhielt Jugendverbot. Die Uraufführung von Fräulein Lausbub war am 28. Januar 1930 im Berliner Marmorhaus. Der Siebenakter besaß eine Länge von 2110 Metern.
Die Produktionsleitung hatte Martin Pichert, die Bauten entwarf Heinrich C. Richter. Für den dänischen Kameraveteran Axel Graatkjær war dies seine letzte Arbeit in Deutschland. Mit Anbruch der Tonfilm-Ära verließ er das Land wieder und kehrte in seine Heimat zurück.

## Kritiken
Die Kritiken zu diesem als altbacken empfundenen Lustspiel fielen verheerend aus. Nachfolgend einige Beispiele.

„Dina Gralla ist wirklich ein komischer Knopf, bildhübsch und voll ulkiger Möglichkeiten – aber die Autoren Abel und Ritter haben sie im Stich gelassen“

„Man weiß bescheid, wenn man nur den Titel liest. (…) Hinzu kommt, daß … auch Dina Grallas nachdrücklich servierte Backfischkomik längst schon nervös macht.“

„Wer also in diesen Film geht, tut es auf eigene Gefahr. Unsere jungen Herrschaften lesen heute keine Marlitt mehr.“